# Aporobopyrina javaensis
Aporobopyrina javaensis är en kräftdjursart som beskrevs av M. Bourdon 1972. Aporobopyrina javaensis ingår i släktet Aporobopyrina och familjen Bopyridae. Inga underarter finns listade i Catalogue of Life.